# Koprivnik (Žiri)
Koprivnik je vesnice, jedno z 18 sídel občiny Žiri. Nachází se na západě Slovinska v Hornokraňském regionu (slovinsky Gorenjska regija). K 1. lednu 2015 zde žilo 101 obyvatel.

## Popis
Koprivnik je protáhlá vesnice, nacházející se severozápadně od Žiri, správního centra občiny. Je tvořena zemědělskými usedlostmi, které mají obdělávanou půdu zpravidla v jednom celku v blízkém okolí. Jednotlivé farmy jsou spolu propojeny silnicemi místního významu. Rozloha vsi je 5,8 km² a střední nadmořská výška je zhruba 663 m. Nejvyšší bod leží nedaleko vrchu Marušnik (913 m n. m.) a dosahuje nadmořské výšky 900 m. Většina povrchu vsi je pokrytá lesy.